# Abrigos de Barfaluy
Los abrigos de Barfaluy es un grupo de cuatro covachos de España que se localizan en lo alto del barranco de la Choca, afluente del río Vero en la sierra de Guara en la provincia de Huesca.  Contienen en  total unas sesenta representaciones de pinturas rupestres de estilo Esquemático formando parte del conjunto del Arte rupestre del arco mediterráneo de la península ibérica declarado Patrimonio de la Humanidad por la UNESCO en el año 1998 (ref. 874.523, 524, 525 y 526).

## Ubicación
Los abrigos de Barfaluy se hallan a 740 m de altitud en lo alto de los acantilados en la margen izquierda del barranco de la Choca. Se accede a los mismos desde Lecina en una hora por un camino claramente señalizado que no presenta ningún tipo de dificultad. Cuenta con servicio de visitas guiadas organizado por parte del Centro de Arte Rupestre del río Vero en Colungo.

## Descripción

### El estilo esquemático de las pinturas de Barfaluy
Las pinturas rupestres del abrigo de Barfaluy pertenecen al estilo esquemático, que se caracteriza por la abstracción y simplificación de las representaciones de animales y seres humanos, que quedan reducidos a trazos verticales y líneas horizontales. Este estilo abarca desde el Neolítico a la Edad de los Metales y es la manifestación propia de sociedades sedentarias que ya conocen  la agricultura y la domesticación de los animales.

### Barfaluy I
Se trata de un covacho de 5m de abertura bucal. Contiene pinturas en tonalidades rojizas distribuidas irregularmente por las paredes del abrigo. Puede distinguirse:
- Un antropomorfo con las extremidades desproporcionadas.
- Dos cuadrúpedos prácticamente idénticos entre sí y ejecutados a base de líneas sencillas y estilizadas.
- Una escena compuesta por un antropomorfo que parece arrastrar un objeto mueble.
- Trazo en zigzag formando una “W” inversa difícil de interpretar.
- Signos ramiformes o en zigzag, barras y digitaciones.

### Barfaluy II
Se trata de un abrigo de 8m de boca. Puede distinguirse:
- En el panel central el número más elevado de pinturas de Barlafuy mostrando una figura grande rodeada de otros individuos.
- Un cérvido con cabeza desmesuradamente alargada y astas ejecutadas con finura atado a una cuerda.
- Varios signos angulares y barras.

### Barfaluy III
Este abrigo presenta una visera rocosa de 13m de longitud y se encuentra en mal estado de conservación.
- Puede distinguirse un cérvido y un grupo de cápridos.

### Barfaluy IV
Esta cavidad, algo apartada de las tres anteriores, tiene 10,60 m de boca.
- Puede distinguirse un cuadrúpedo y un conjunto de digitaciones poco visibles ejecutadas en color negro.

## Los arnales de Barfaluy
El conjunto de los abrigos de Barfaluy está adornado con antiguos arnales, utilizados en el pasado como colmenar.

## Galería de imágenes

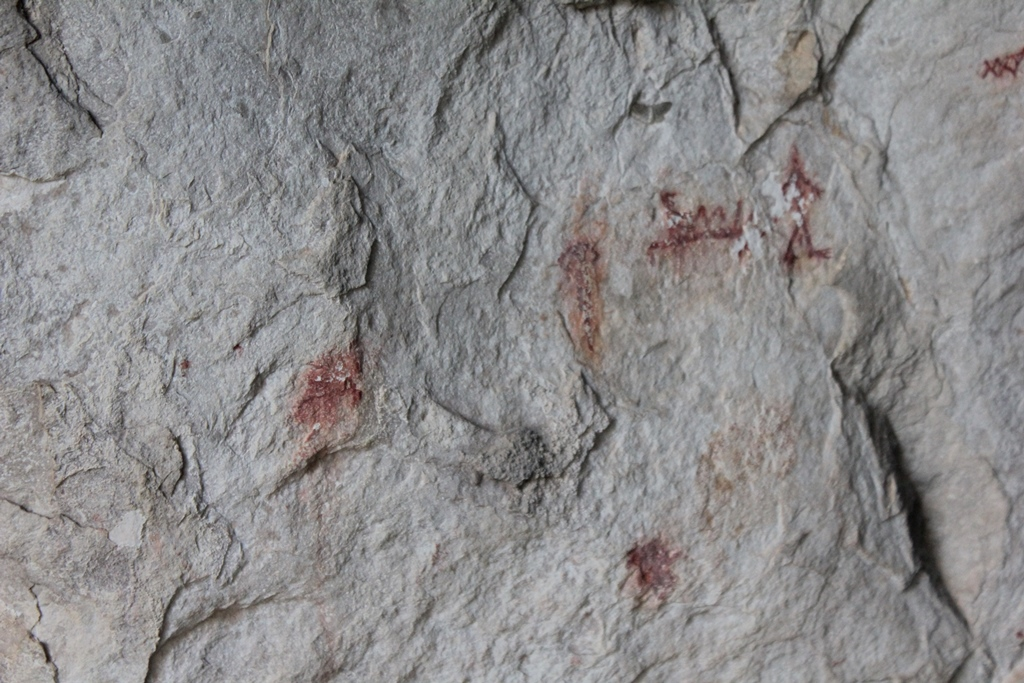
Barfaluy I: Varias escenas
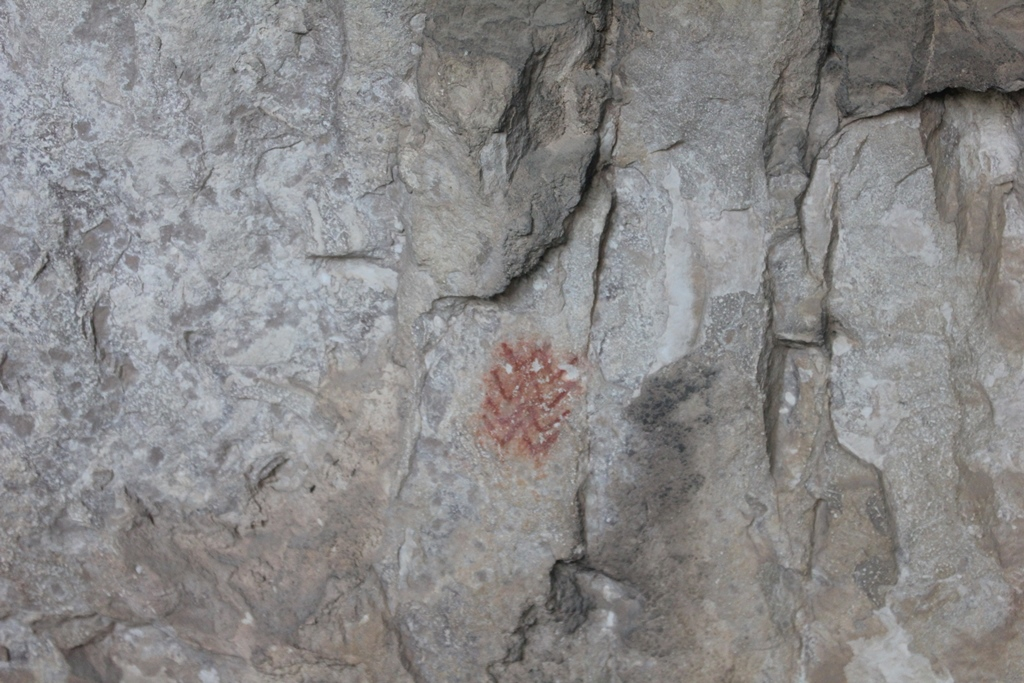
Barfaluy I: Trazo en zigzag
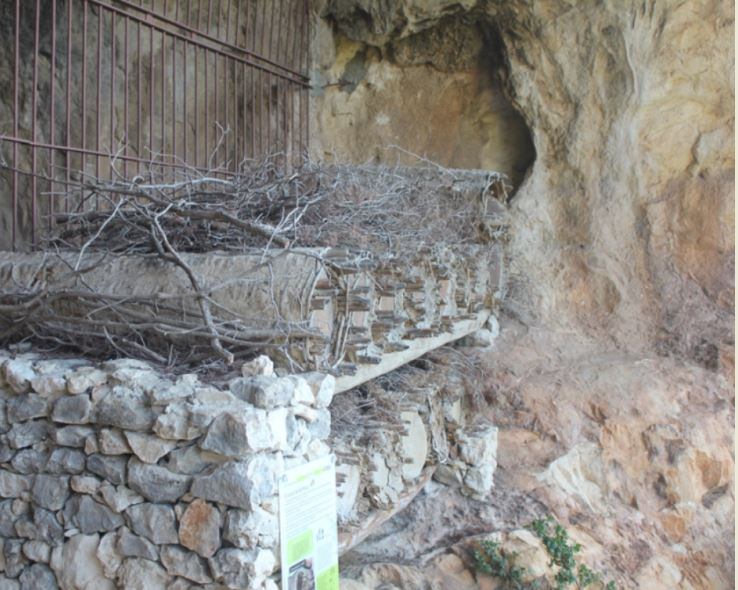
Los arnales